# Temporada da Porsche Carrera Cup Italia de 2021
A temporada 2021 da Porsche Carrera Cup Italia é a décima quarta edição do campeonato organizado pela Porsche . O campeonato decorrerá durante o fim-de-semana de corridas da ACI, com excepção da etapa Franciacorta, que decorrerá no Festival Porsche . Ela começará em 4 de junho de 2021 no Misano World Circuit Marco Simoncelli e terminará no Autódromo Nazionale di Monza em 31 de outubro de 2021.

## Calendário
| Raça | Raça | O circuito                                  | Encontro       |
| ---- | ---- | ------------------------------------------- | -------------- |
| 1    | G1   | Circuito Mundial de Misano Marco Simoncelli | 5 de junho     |
| 1    | G2   | Circuito Mundial de Misano Marco Simoncelli | 6 de junho     |
| 2    | G3   | Circuito Internacional de Mugello           | 10 de julho    |
| 2    | G4   | Circuito Internacional de Mugello           | 11 de julho    |
| 3    | G5   | Autódromo Enzo e Dino Ferrari de Imola      | 24 de julho    |
| 3    | G6   | Autódromo Enzo e Dino Ferrari de Imola      | 25 de julho    |
| 4    | G7   | Autódromo de Vallelunga                     | 18 de setembro |
| 4    | G8   | Autódromo de Vallelunga                     | 19 de setembro |
| 5    | G9   | Autódromo de Franciacorta                   | 2 de outubro   |
| 5    | G10  | Autódromo de Franciacorta                   | 3 de outubro   |
| 6    | G11  | Autódromo Nacional de Monza                 | 30 de outubro  |
| 6    | G12  | Autódromo Nacional de Monza                 | 31 de outubro  |
|      |      |                                             |                |